# Џарел (Тексас)
Џарел (енгл. Jarrell) град је у америчкој савезној држави Тексас. По попису становништва из 2010. у њему је живело 984 становника.

## Демографија
Према попису становништва из 2010. у граду је живело 984 становника.
| Група             | 2000.  | 2010.       |
| Белци             | . (.%) | 587 (59,7%) |
| Афроамериканци    | . (.%) | 15 (1,5%)   |
| Азијати           | . (.%) | 2 (0,2%)    |
| Хиспаноамериканци | . (.%) | 368 (37,4%) |
| Укупно            | .      | 984         |